# 比吉特·普林茨
比吉特·普林茨（德語：Birgit Prinz，1977年10月25日—），前德国女子职业足球运动员，曾為德国国家女子足球队球员。她是2007年世界盃冠軍得主、8屆德國足球小姐，以14个进球與美國的艾比·溫巴赫並列女子世界杯足球赛射手榜的第二位（僅次於巴西的瑪塔）。普林茨出生于美因河畔法兰克福，曾是一名运动物理疗师。目前擔任霍芬海姆的運動心理治療師。

## 足球生涯
她自2003年起连续三年当选为世界足球小姐，2001年至今已经连续7年当选为德国足球小姐。作为中前卫的她领衔德国女足在2003年女子世界杯足球赛中射入7个进球，带领球队历史上首次捧起世界杯；在2004年夏季奥运会上德国女足也取得了铜牌的成绩。普林茨是德国国家队中仅有的三位国家队出场次数超过150次的球员，在2007年9月26日她的出场次数累计达到了170场。2007年9月17日在2007年女子世界杯足球赛中打入日本队一球，使得她的世界杯总进球数达到了13个，也是女足世界杯迄今为止进球最多的球员。
2003年，普林茨得到了意大利球会佩鲁贾足球俱乐部主席卢西亚诺·高齐送来得一份合同，希望她可以加盟球队，成为球队中的一员，如果成行她将成为加盟男子职业联赛的第一位女性，但是最终她拒绝了这份合同。2006年普林茨接受了皇家马德里女足的邀请，成为这支新建成的女子足球队的核心球员。